# Sentier de grande randonnée 531
Le sentier de grande randonnée 531 (GR 531) est avec le GR 53 le parcours le plus alsacien des sept sentiers de grande randonnée du massif des Vosges de par le fait qu'il traverse le massif vosgien du nord au sud tout en restant majoritairement dans le Bas-Rhin et le Haut-Rhin. Il suit tout au plus la limite départementale avec les Vosges du col de Bramont au col de Bussang. Il part de Soultz-sous-Forêts pour se terminer à Leymen. Son balisage est un rectangle bleu.
Le GR 531 traverse le parc naturel régional des Vosges du Nord et le parc naturel régional des Ballons des Vosges. Ce GR 531 a l’avantage de passer directement par le Grand Ventron dont la situation géographique particulière permet d’avoir un panorama quasiment à 360°, mais surtout une vue sur les Alpes bernoises qui n’est pas bouchée par le Rossberg au sud-est et le Ballon d'Alsace à l’est. De même, c’’est une grande randonnée qui a l’avantage de ne pas trop descendre dans les vallées ; à partir du Champ du Feu, il suit les crêtes en passant par tous les cols majeurs. Celui qui ne voudrait pas descendre à Orbey et Munster, peut poursuivre au lac Blanc le GR 5 afin de rejoindre le col de la Schlucht.

## Description

### Repères géographiques
Les plus hauts sommets du GR 531 sont :
- le Grand Ventron 1 204 m ;
- le Drumont 1 200 m ;
- le Kastelbergwasen 1 166 m ;
- le Champ du Feu 1 100 m ;
- la Tête du Rouge Gazon 1 086 m ;
- le Gaschney 1 011 m ;
- La Tête du Violu 994 m ;
- le Geissfels 612 m pour les Basses Vosges ;
- le Daubenschlag 405 m pour les Vosges du Nord.

Le GR 531 longe ou croise les vallées ou vallons suivants du nord au sud :
- de la Sauer ;
- du Schwarzbach ;
- du Falkentsteinerbach ;
- de la Zinsel du Nord ;
- du Rothbach ;
- de La Moder ;
- du Fischbaechel ;
- de la Zinsel du Sud ;
- de la Zorn ;
- du Baerenbach ;
- de la Mossig ;
- de la Bruche ;
- de la Magel ;
- de la Weiss ;
- de la Fecht ;
- de la Doller.

Les principaux massifs traversés sont ceux :
- du Schneeberg ;
- du Champ du Feu ;
- du Climont ;
- du Hohneck ;
- du Grand Ventron ;
- du Ballon d'Alsace.

Les lieux majeurs d’intersection entre d’autres sentiers GR et le GR 531 sont :
- Lembach avec le GR 53 et le GR 532 ;
- Niederbronn-les-Bains avec le GR 53 ;
- Saverne avec le GR 53 ;
- Nideck avec GR 53 et le GR 532 ;
- Urmatt avec le GR 532 ;
- Champ du Feu avec le GR 5 ;
- Climont avec le GR 532 ;
- Lac Blanc avec le GR 5 et le GR 532 ;
- Col de la Schlucht avec le GR 5 ;
- Masevaux avec le GR 5 et le GR 532.

### Intérêt géographique et historique
Le GR531 permet la découverte des trois grandes parties du massif vosgien : les Vosges du Nord, les Basses Vosges et les Hautes Vosges et à leur périphérie le piémont ; le randonneur découvre ainsi les faciès très typés de ces massifs dont la roche-mère marque très sensiblement les paysages et la forme des vallées.
Gréseux au nord, le massif vosgien cumule les vallées en V avec une très faible altitude, mais très spécifique avec ses sommets en cône ou de trapèzes au sommet tabulaire. Le fort taux de boisement et la très faible densité de population de cette région font que le randonneur peut se retrouver finalement assez longtemps dans le calme des forêts de hêtres à sapins sans rencontrer beaucoup de monde. Les distances entre agglomérations sont grandes. On trouvera plus de hameaux et d’écarts.
Les Basses Vosges également gréseuses ont le même aspect global, mais l’altitude est plus élevée. Du coup, au-dessus de 500 m, le sapin pectiné redevient endémique et les forêts mixtes sont à l’avantage des conifères. L’impression globale de vallées entaillées avec des pentes raides et rocheuses est plus prononcée que dans la partie nord.

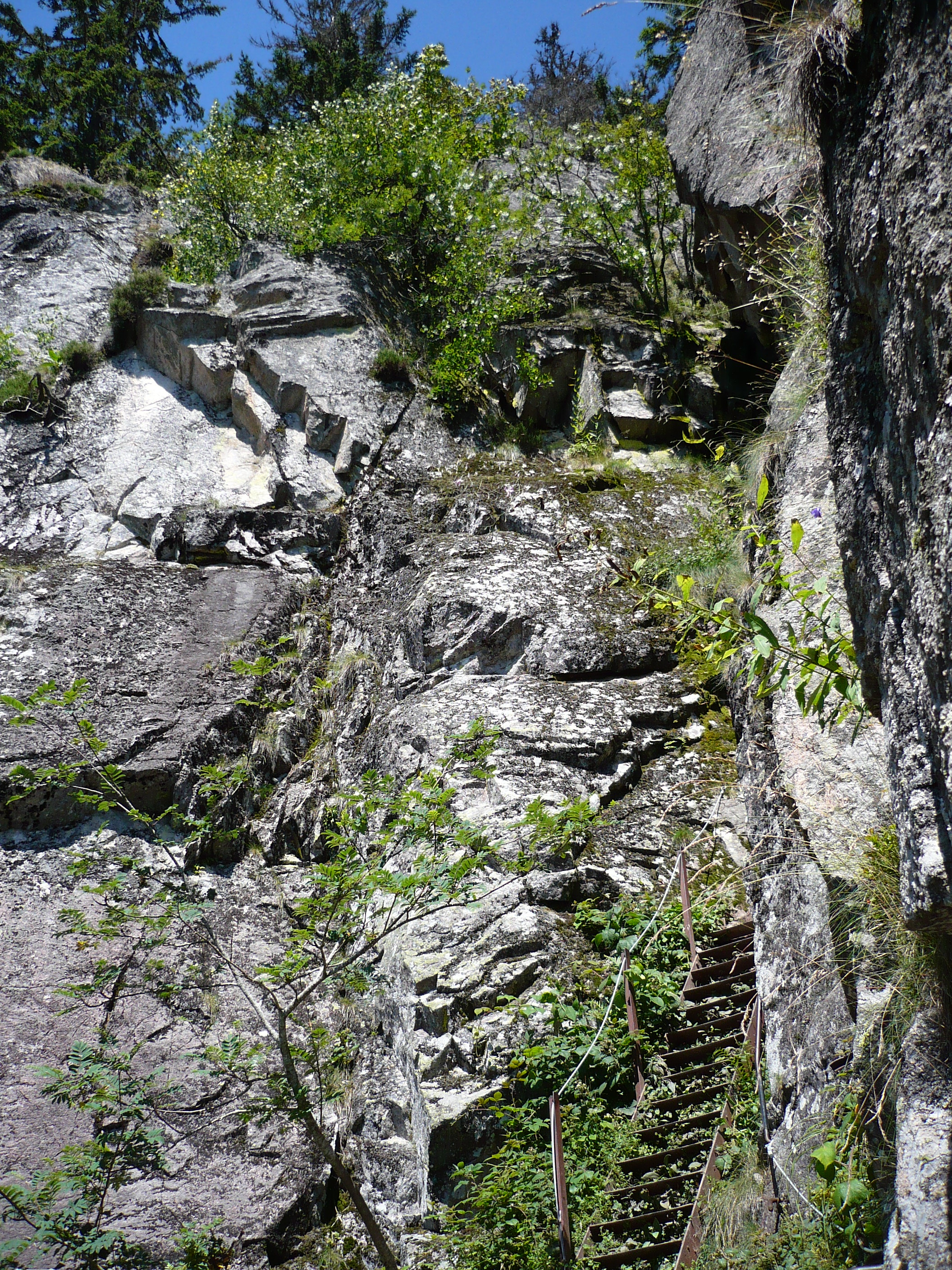
Sentier des Roches sur GR 531

Les Hautes-Vosges cristallines se caractérisent par un paysage plus ouvert dû aux vallées en auge,. De même, l’altitude plus élevée donne à ce sentier de nombreux points de vue.
La randonnée permet de découvrir l’estive et les alpages des chaumes avec de nombreuses fermes-auberges.
Le sentier des Roches est un des passages les plus intéressants de ce sentier car il s’agit d’un des rares passages pédestres qui rappellent les randonnées alpines. Le marcheur pourra grâce à ce sentier muletier taillé dans la roche se rendre compte de la dichotomie géologique du massif vosgien : à l’ouest l’altitude augmente insensiblement ; à l’est, la faille du fossé rhénan a provoqué des versants abrupts et rocailleux.
Le GR 531 passe par les cols déjà empruntés par les Romains dans l’Antiquité : col de Saverne, col du Bonhomme et col de Bussang. Parmi les autres cols qui jalonnent ce parcours, le randonneur pourra observer les points de passages médiévaux comme le col de Sainte-Marie, le col d'Urbeis, le col de Steige ou le col de Valsberg.
Le col de Bramont a la particularité d’être la voie de passage privilégiée des Bressauds, qu’il vente ou qu’il neige, car ils préféraient les échanges avec l’Alsace plutôt qu’avec le versant lorrain. Très longtemps d’ailleurs, les hommes de la Bresse allaient chercher femme dans le val de Munster.
Le GR 531 coïncide à quelques kilomètres près avec la limite des langues romanes et germaniques depuis Urmatt-Lutzelhouse jusqu’au Ballon d'Alsace. Quand on marche sur le sentier du nord au sud, on a sur sa droite les pays romans vosgiens et sur sa gauche les pays de langue alsacienne.
Quelques régions au-delà des crêtes sont effectivement romanes comme le Ban-de-la-Roche, Orbey. Seule une partie du val de Villé francophone se situe à gauche du GR 531.
D’un point de vue historique, le sentier GR 531 permet de passer dans d’anciens états du Saint-Empire romain germanique comme le comté de Hanau-Lichtenberg, le comté de La Petite-Pierre, le comté de Dabo et la ville libre impériale Munster-Val Saint-Grégoire. De nombreux châteaux forts jalonnent le circuit. Parmi les rares châteaux rénovés, celui de Lichtenberg donne une vue intéressante sur la plaine.

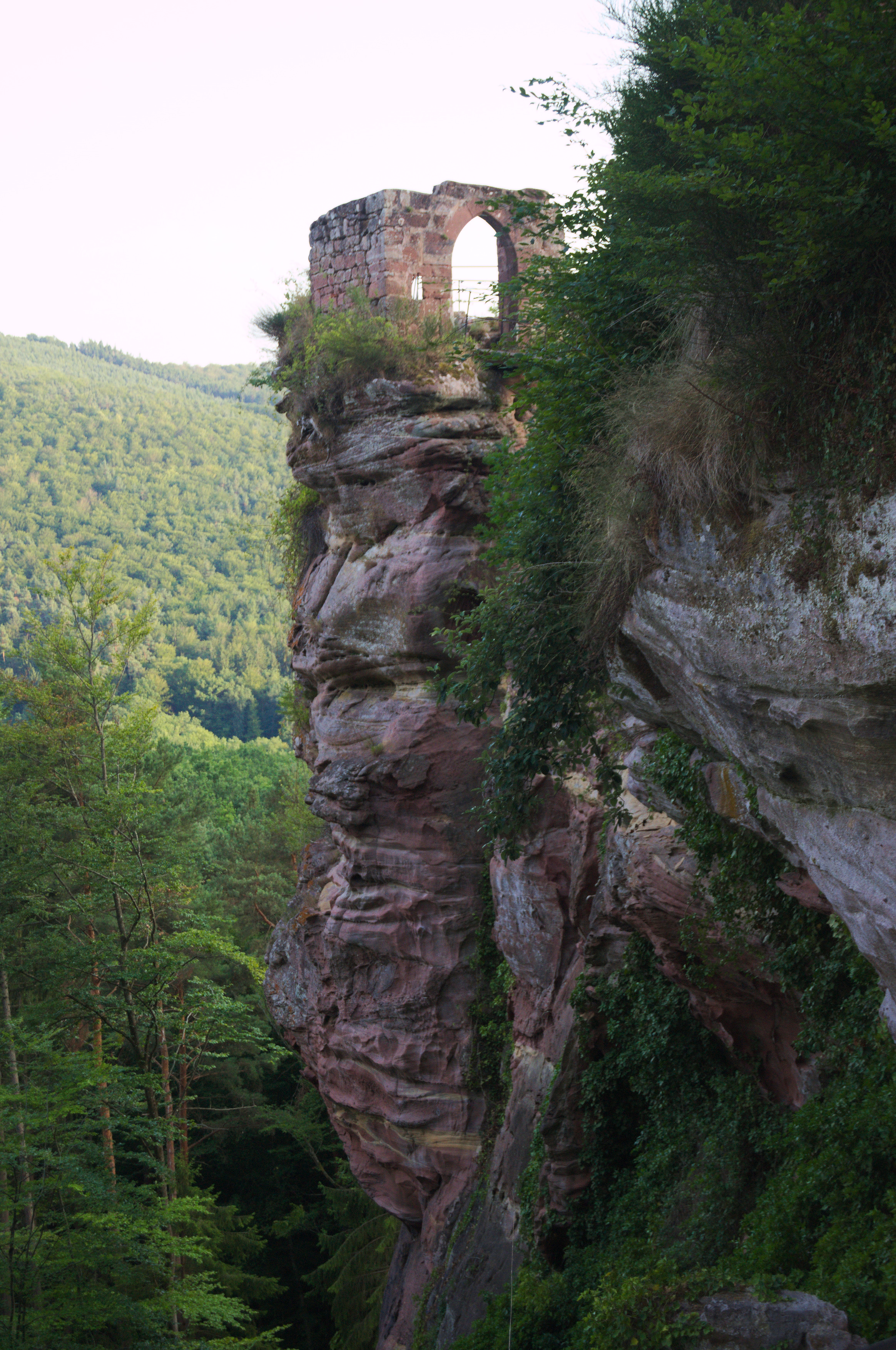
Le Château du Froensbourg
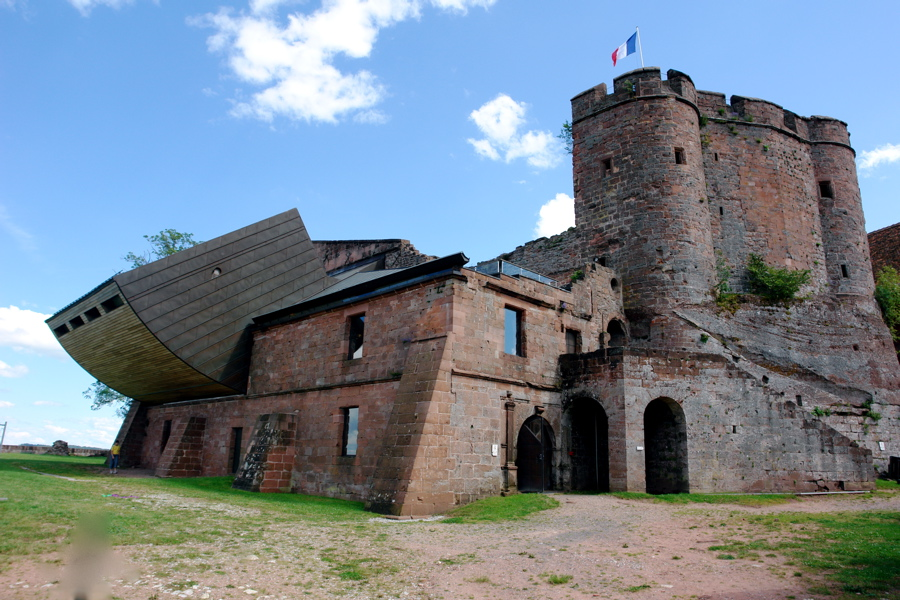
Château de Lichtenberg.
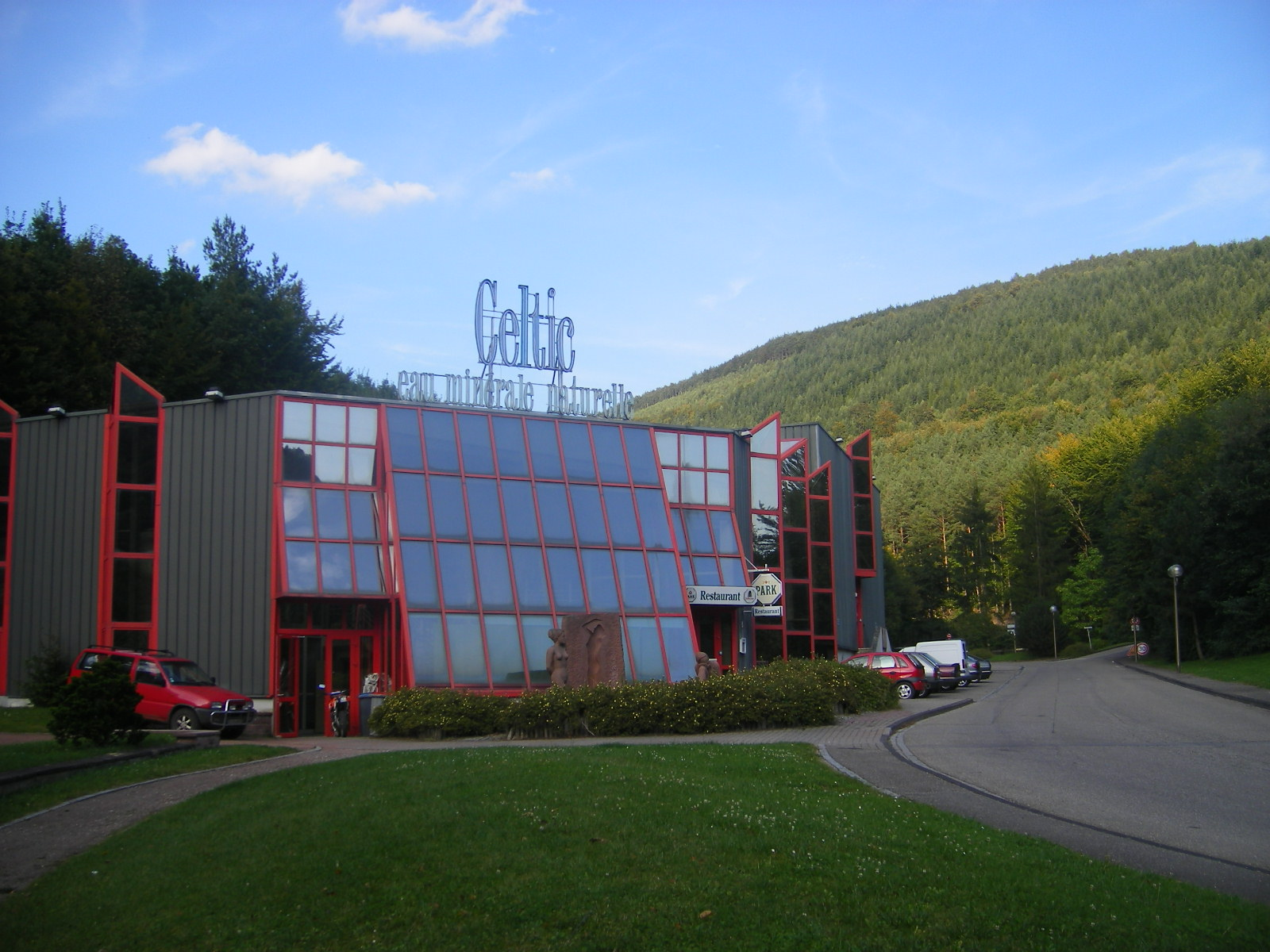
Niederbronn-les-Bains et la source Celtic.
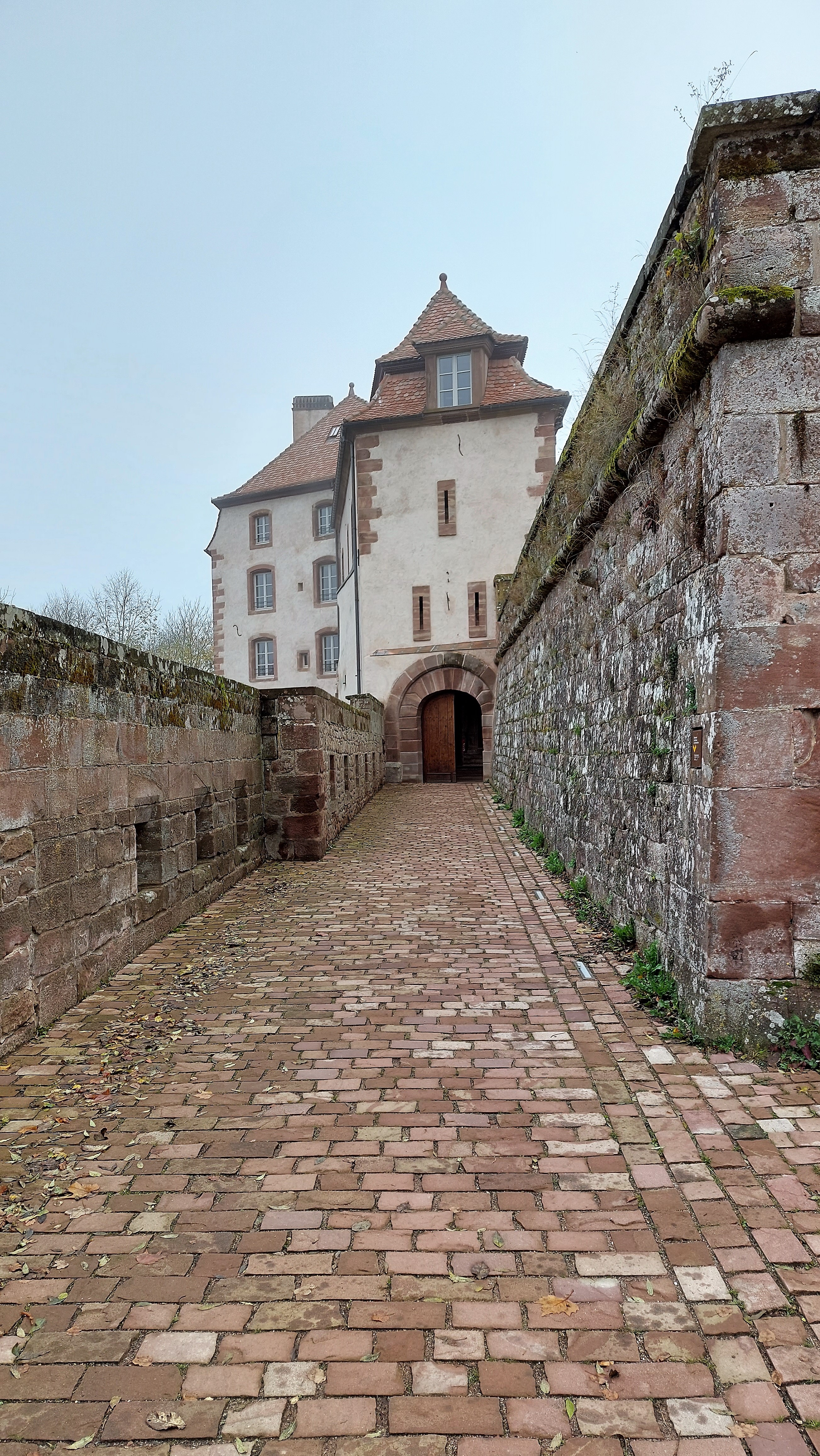
Château de La Petite Pierre
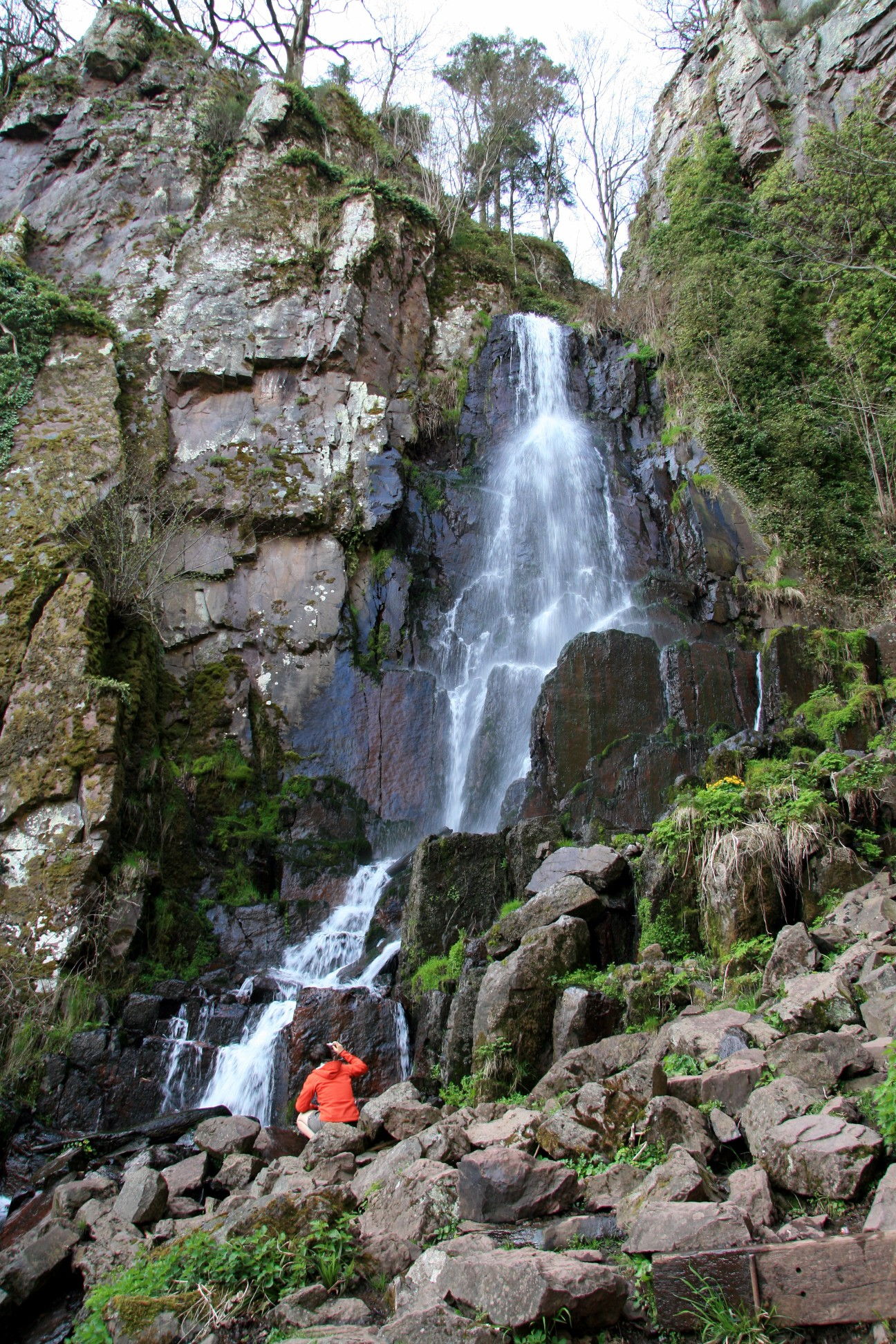
Cascade du Nideck.
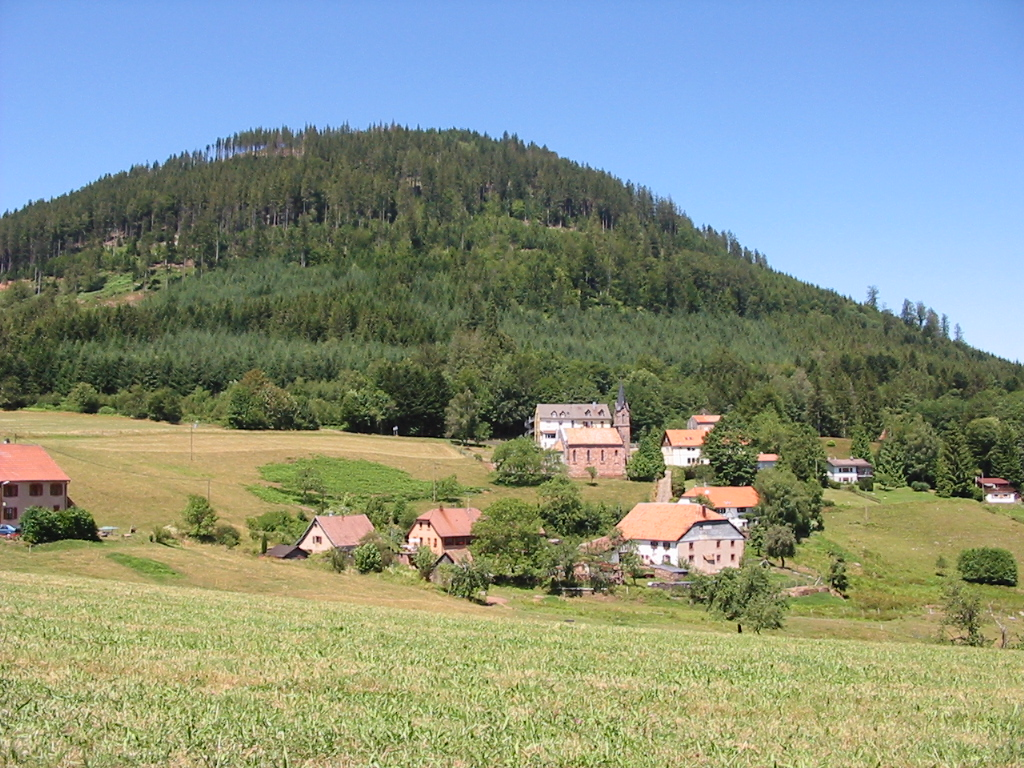
Le Climont.
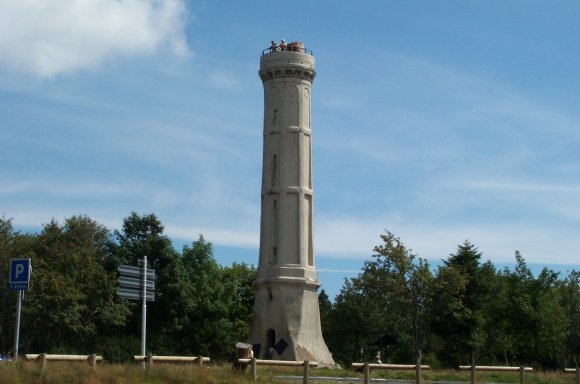
Tour du Champ du Feu.
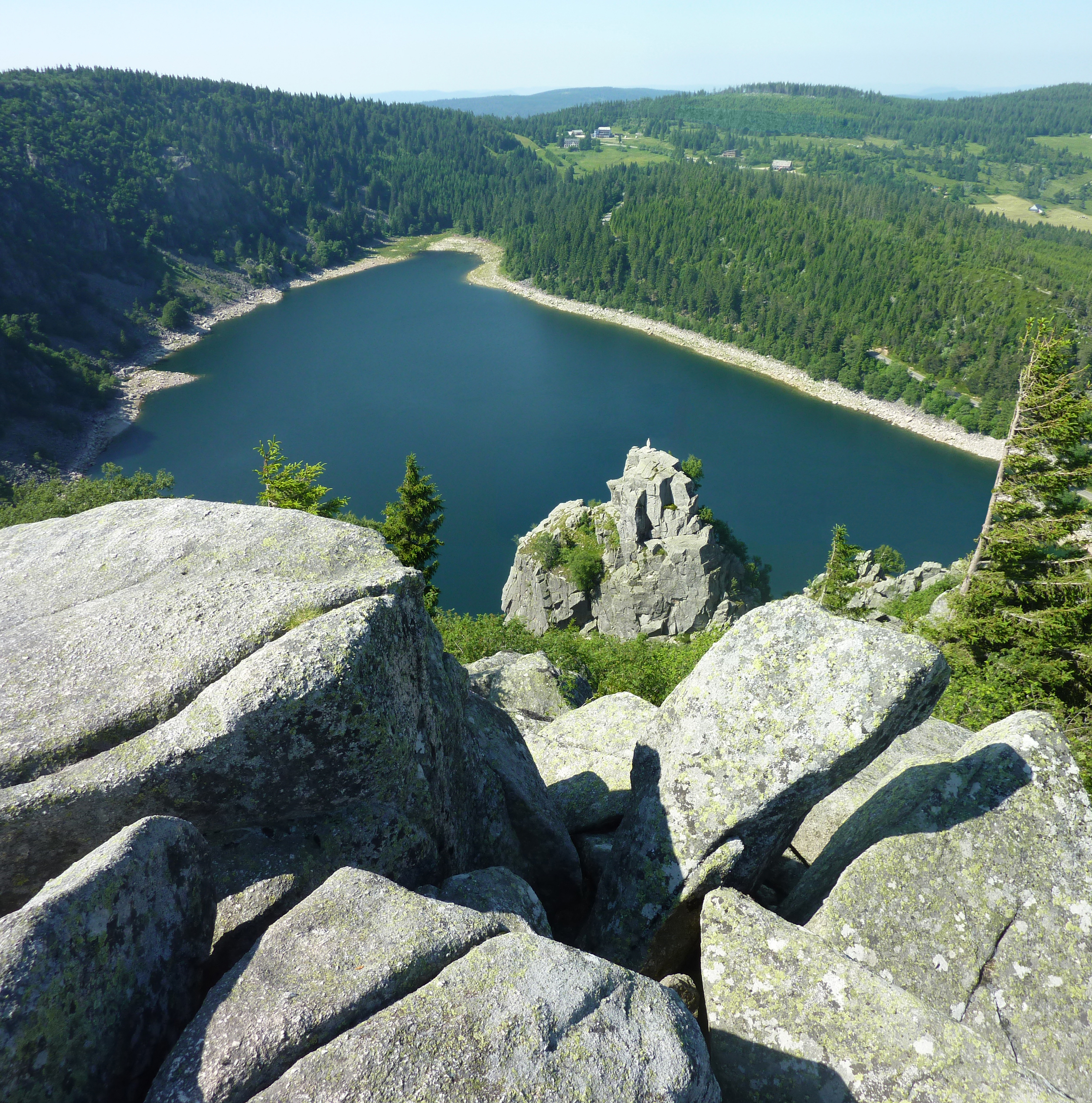
Lac Blanc.
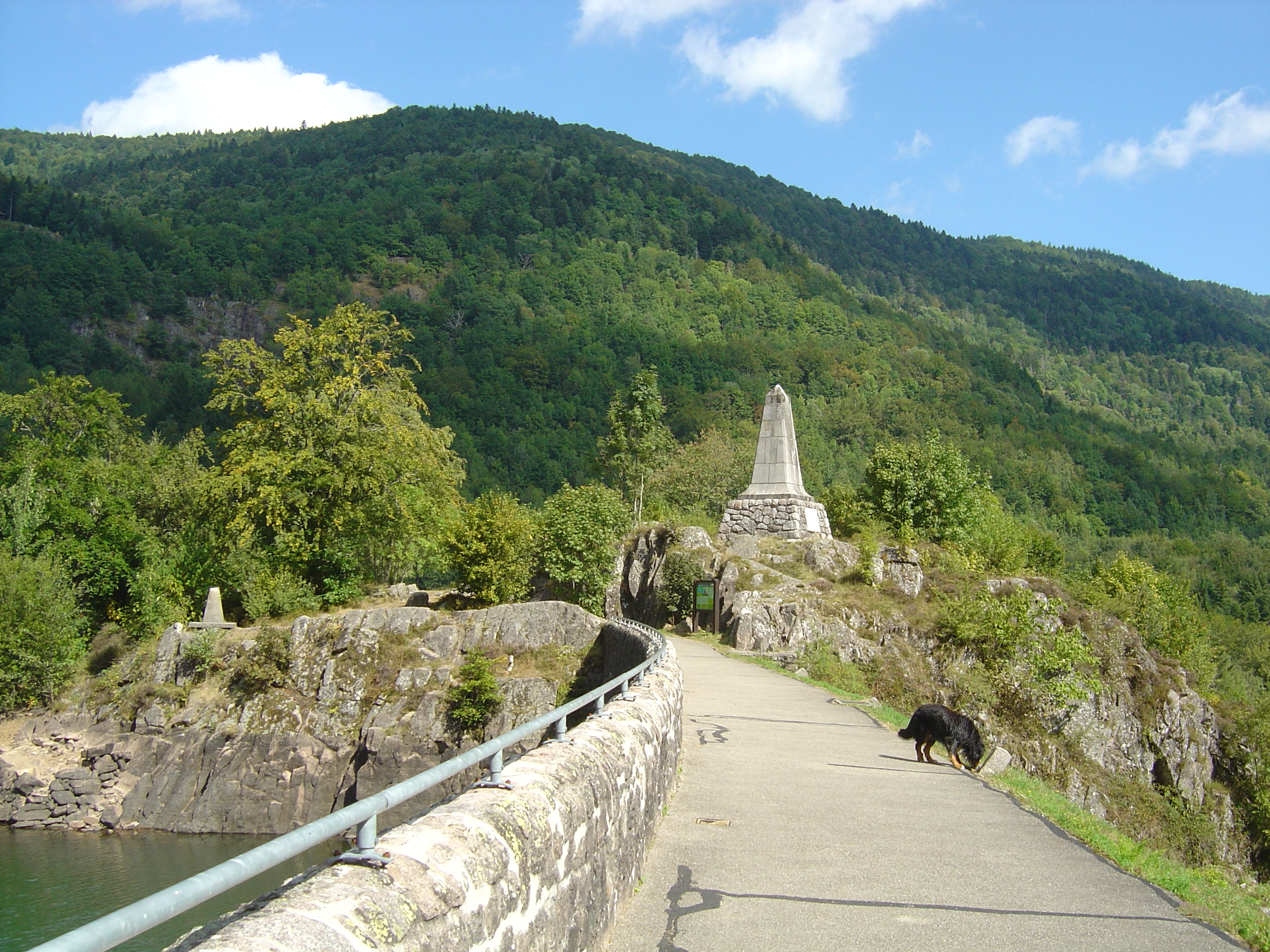
Barrage du lac d'Alfeld.
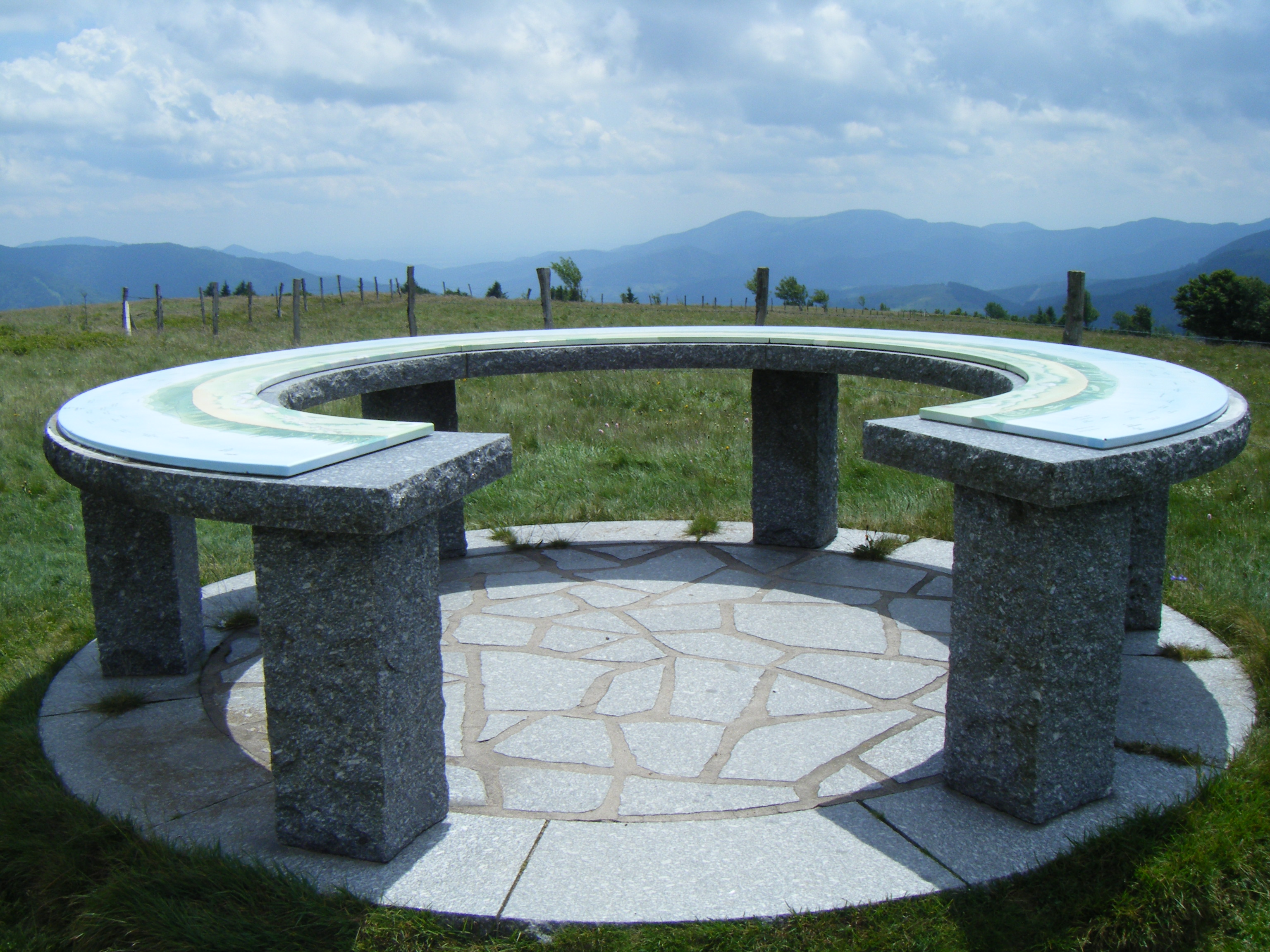
Panorama Grand Ventron.

## Itinéraire

### Légende
= Agglomération
 = Écart, hameau, maisons isolées
 = Château
 = Sommet
 = Tour
 = Belle vue, panorama
 = Col
 = Carrefour
 = Rocher
 = Cascade, lac
 = Chalet/abri Club vosgien (CV)
🚄 = Gare

### De Soultz-sous-Forêts au Loosthal
| - Lembach et la Sauer - Offwiller sur le piémont des Vosges du Nord |

🚄 Soultz-sous-Forêts  Début du Parc naturel régional  des Vosges du Nord
 Accès proche Chemin des Cimes 388 m
   Soultzerkopf 480 m
   Lembach 190 m
  Château du Froensbourg
 Welschthal 214 m
 Col de la Hohwart 389 m
 Guensthal 305 m
 Jaegerthal 202 m
 Villa Risack 285 m
  🚄 Niederbronn-les-Bains 188 m
 Oberbronn 243 m
 Offwiller 215 m
 Rothbach 187 m
  Accès proche Lichtenberg 317 m
 Bruderthal 207 m
 Maison forestière du Seelberg 209 m
 🚄 Ingwiller 187 m

### Du Loosthal à Stambach

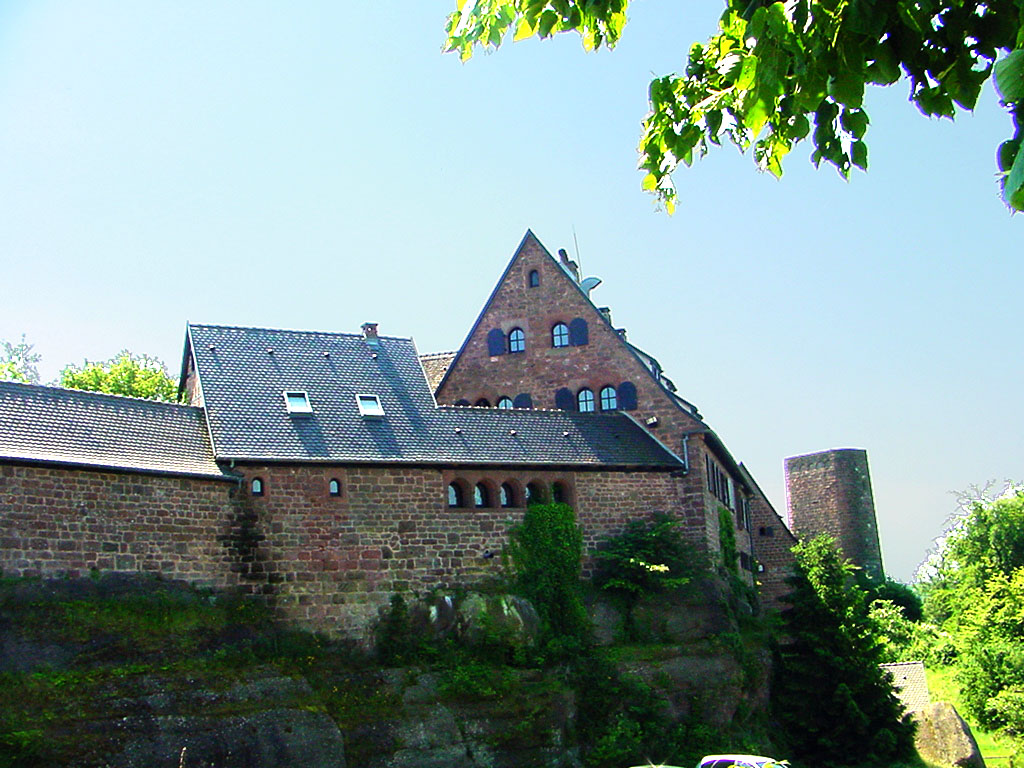
Château de Hunebourg.

Loosthal Maison forestière proche La Petite Pierre
 Château de Hunebourg
 Vallée de la Zinsel du Sud proche Dossenheim-sur-Zinsel
  Daubenschlag, 405 m
 Château du Warthenberg 405 m
 Heidenstadt, 396 m, fouilles archéologiques
   Chapelle St Michel, 378 m
 Eckartswiller, 264 m
 Fin du Parc naturel régional  des Vosges du Nord
  🚄 Saverne
  Greifenstein (Griffon)
 Grotte Saint Vith 395 m - jardin d’altitude
 Stambach, 210 m

### De Stambach à Oberhaslach

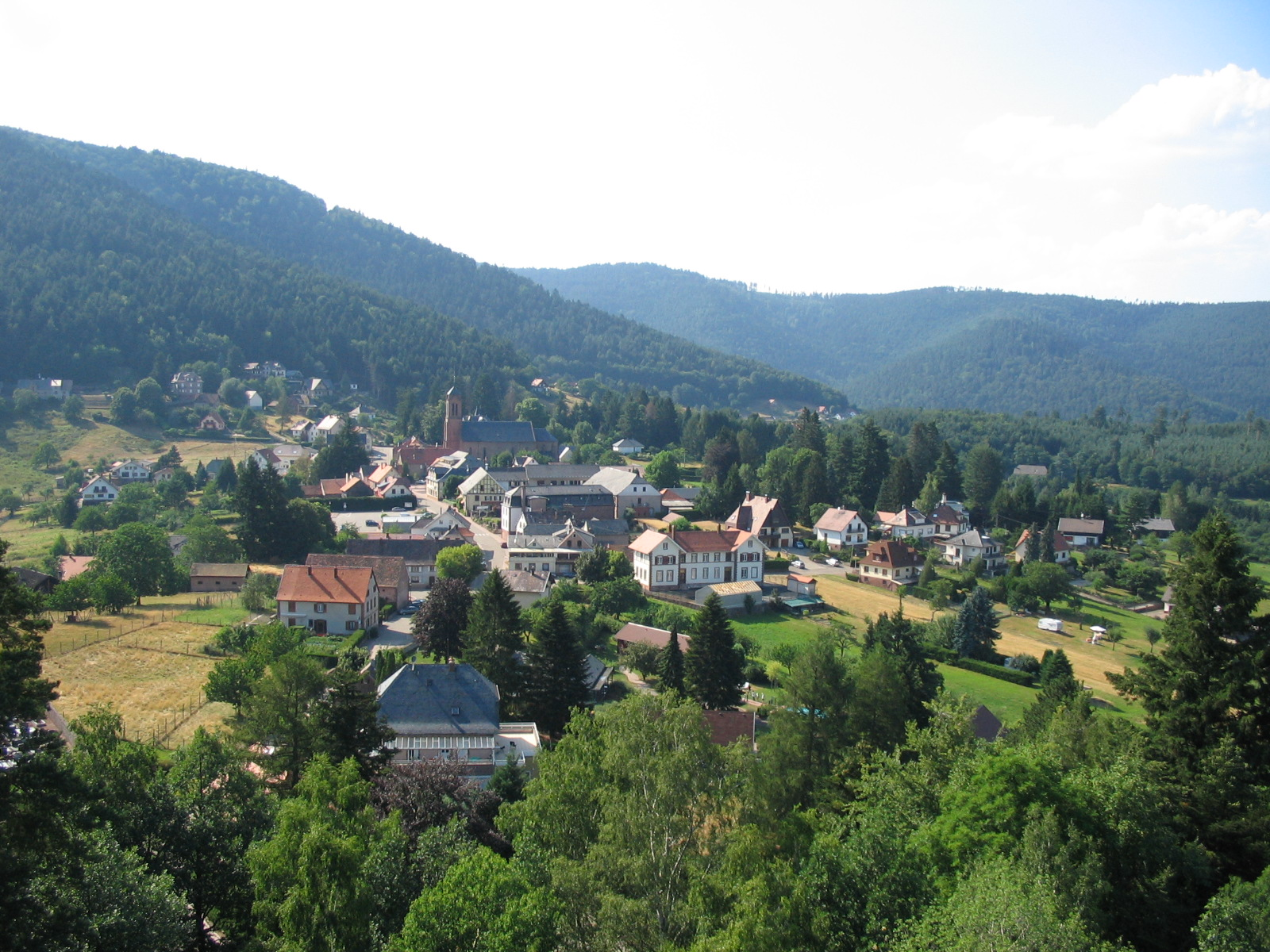
Wangenbourg-Engenthal (Bas-Rhin).

Krappenfels 532 m
   Ochsenstein 584 m
  Geissfels 612 m
 Abri CV
 Col de Valsberg 653 m
 Obersteigen 472 m
 Wangenbourg-Engenthal 458 m
 Carrefour des Pandours
 Maison forestière du Nideck 601 m proche de la cascade et du château Rectangle jaune
 Oberhaslach 269 m

### De Oberhaslach au col de Steige

Champ du Feu.

Schweizerhof 254 m
 Weissenberg 384 m
 Mollkirch 295 m
 Ochsenlaeger 630 m
  Rothlach 953 m
   Champ du Feu sommet tour 1 100 m
 La Guiche 763 m
 Col de Steige 534 m

### Du col de Steige au col du Calvaire

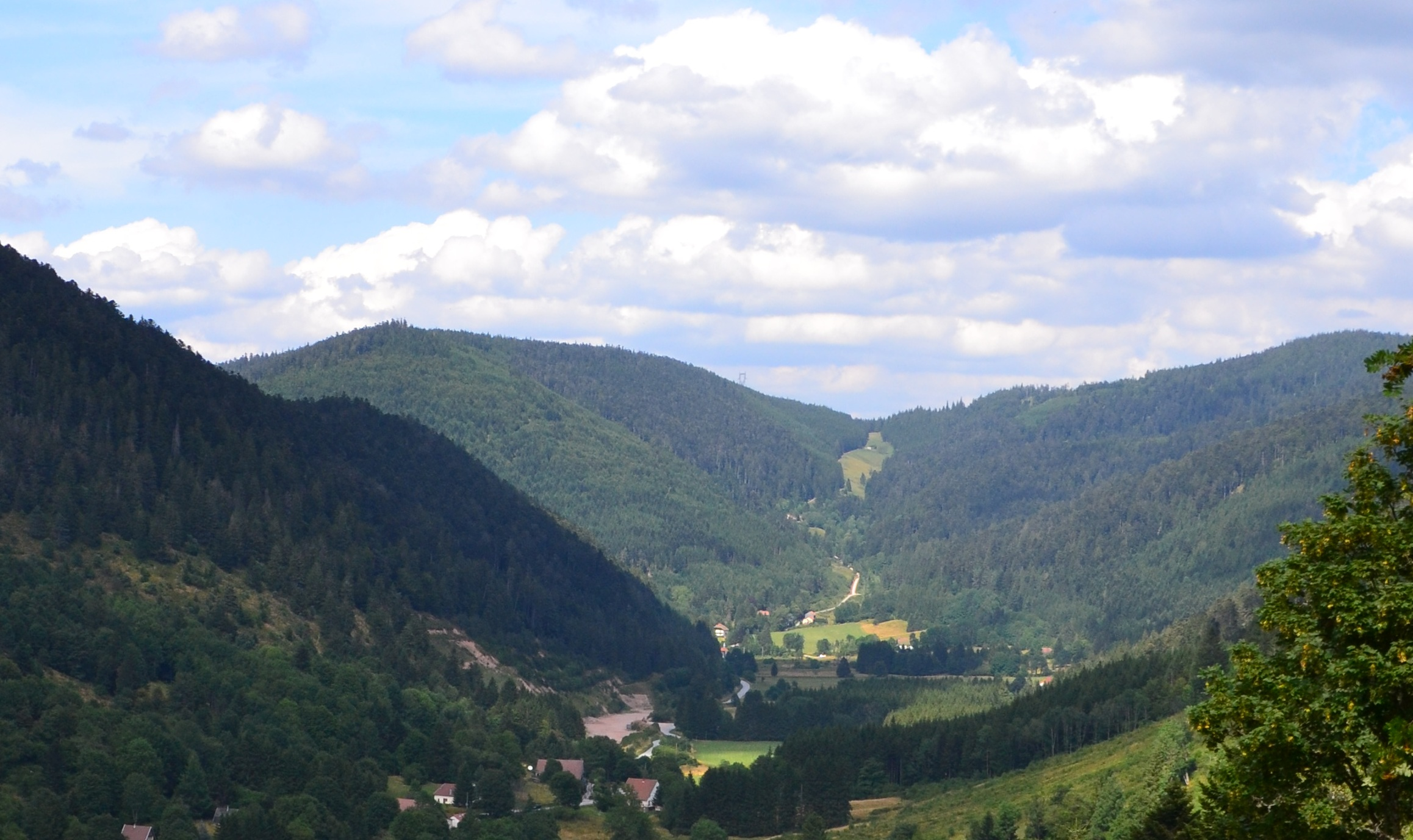
Vue sur le col du Louschbach depuis le Valtin.

Climont 657 m
 Début du Parc naturel régional des Ballon des Vosges
 Col d'Urbeis 602 m
 Col de la Hingrie 749 m
 Col de Raleine 806 m
 Chaume de Lusse
 Roche des Chèvres 587 m
 Col de Sainte-Marie 772 m
 Tête du Violu 994 m
 Col du Pré de Raves
 Col des Bagenelles 905 m
 Col du Bonhomme 949 m
 Col du Louschbach 977 m
 Col du Calvaire 1 145 m

### Du col du Calvaire au col de Bramont
Orbey 508 m

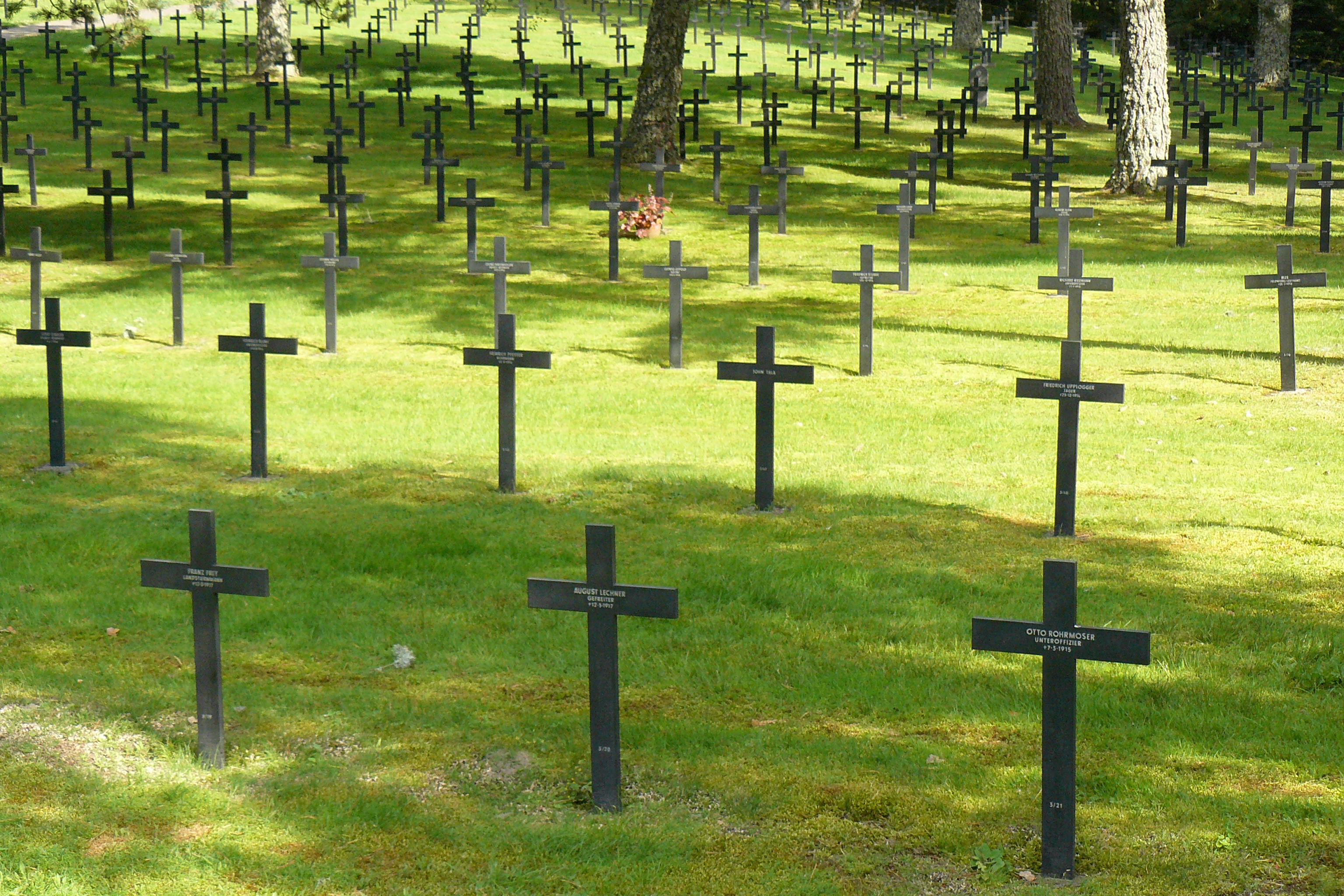
Cimetière militaire allemand au Linge.

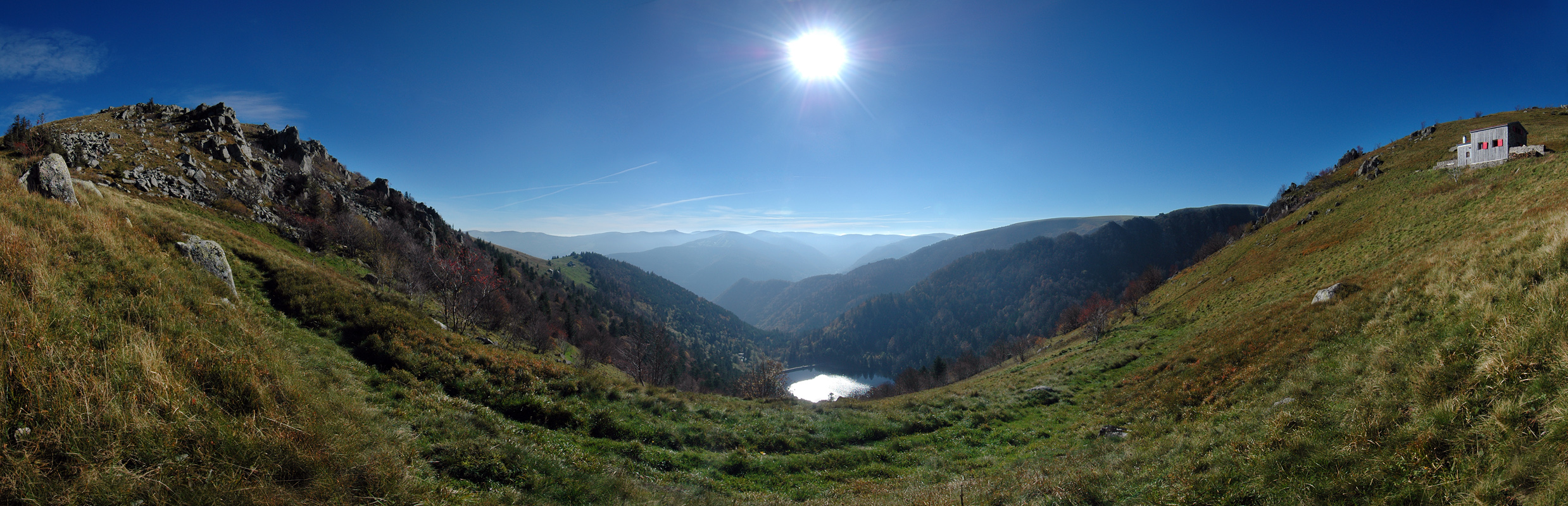
Lac du Schiessrothried vu du Schaeferthal.

 Schratzmaennele 976 m Monument national 14-18 Musée-Mémorial du Linge
 🚄 Munster 389 m
 Stosswihr 469 m
 Missholtzmiss 973 m
  Col de la Schlucht 1 139 m Sentier des Roches
 Le Gaschney 1 011 m
 Lac de Schiessrothried 930 m
 Kerbholz 1 073 m
  Kastelbergwasen 1 166 m chaume
  Ferschmuss 1 192 m chalet CV]
  Rainkopf 1 305 m
  Col de l'Étang 1 018 m abri CV
 Col de Bramont 966 m

### Col de Bramont au col des Perches

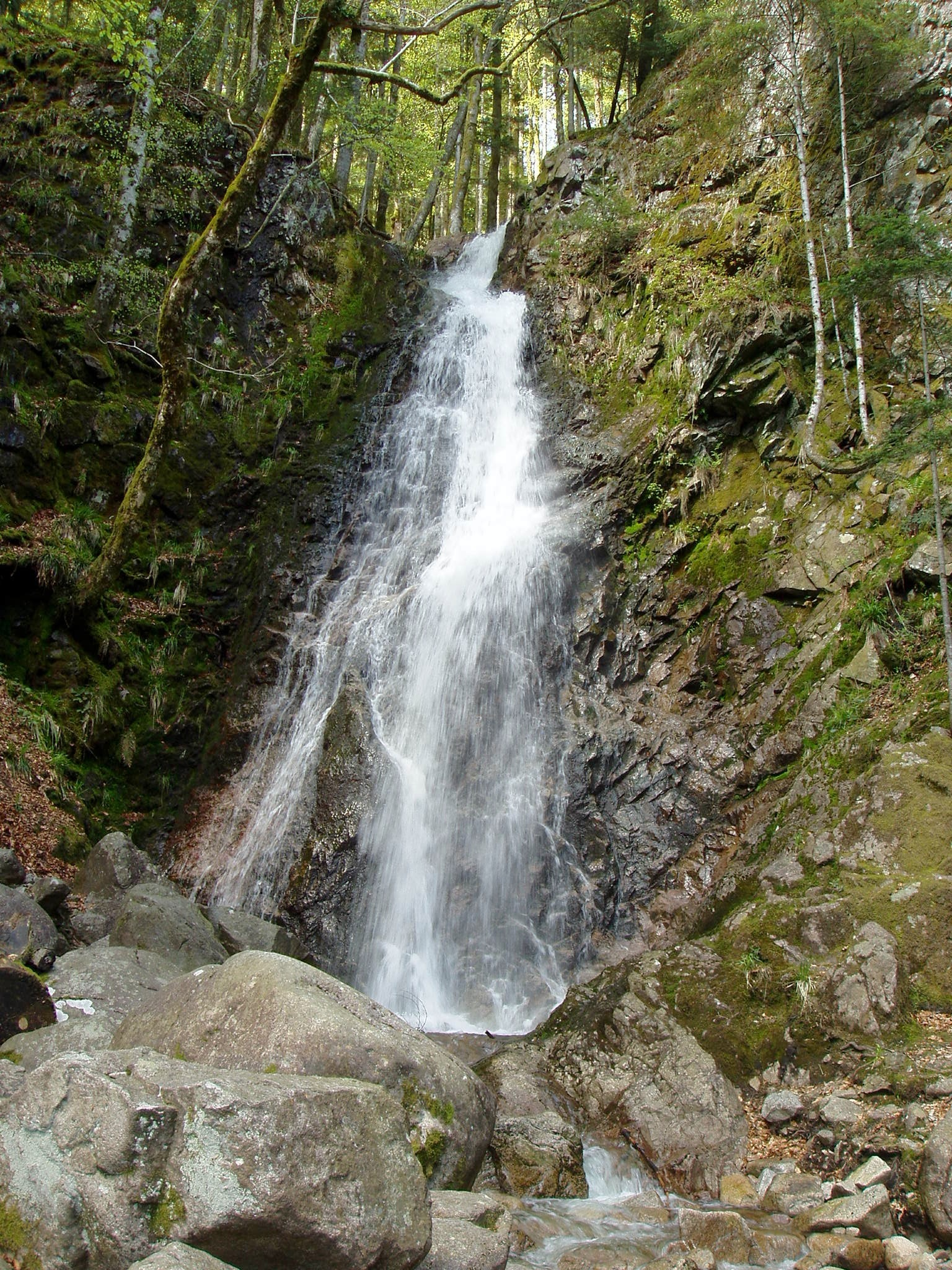
Cascade du Bockloch, massif du Grand Ventron.

Abri CV
 Col de Pourri Faing
 Refuge CV
 Col du Bockloch 1 011 m
  Le Grand Ventron 1 204 m
 Le Petit Ventron 1 155 m
 Chaume des Vintergés 1 049 m abri CV
 Haut de Felsach 1 161 m
 Col d'Oderen 884 m
 Faigne des Minons 964 m
 Le Drumont 1 200 m Ferme-auberge
 Col de Bussang 727 m
 Chalet Saint-Hubert CV
  Tête du Rouge Gazon 1 086 m Ferme-auberge
 Col des Perches 1 071 m

### Du col des Perches à Masevaux
Lac des Perches 985 m
 Grand Neuweiher 810 m

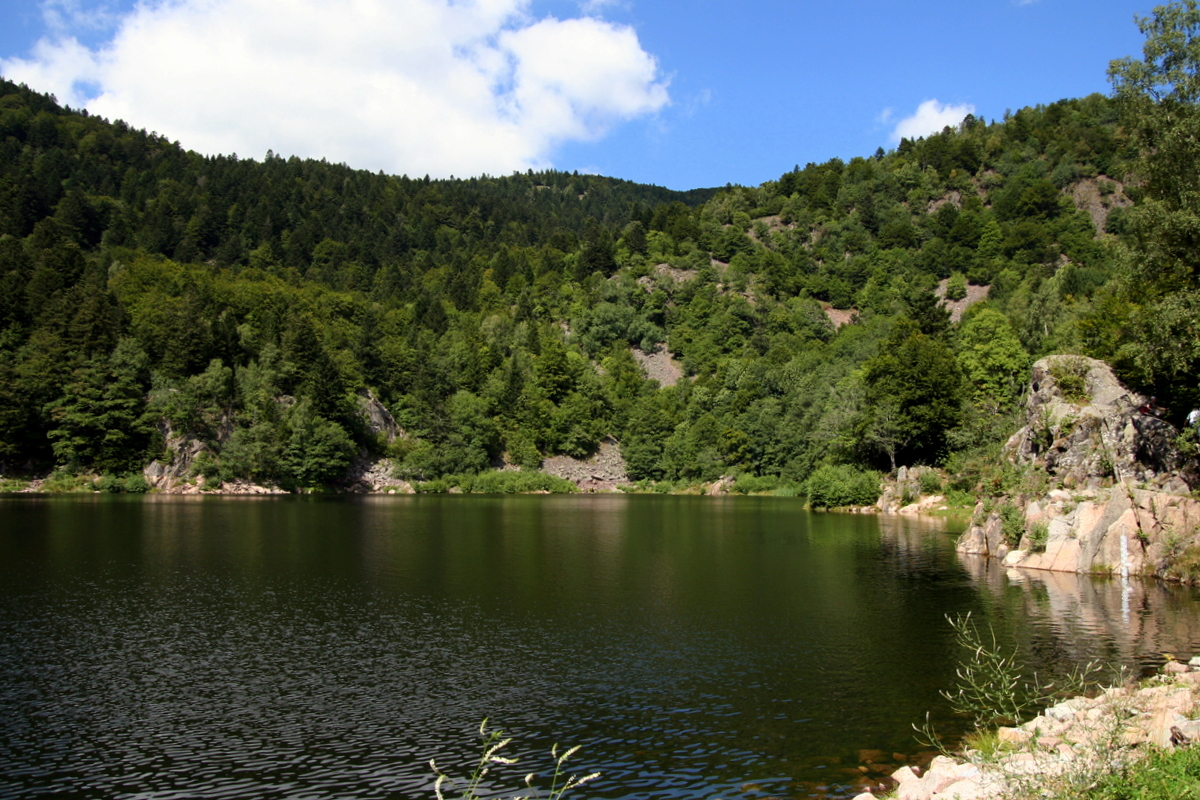
Lac Grand Neuweiher.

 Le Gresson Moyen 937 m Ferme-auberge Refuge Isenbach CV
 Lac d'Alfeld 619 m
 Sewen
 Dolleren
 🚄 Masevaux
 Fin du Parc naturel régional des Ballon des Vosges